# La Chiffogne de Montbéliard
La Chiffogne de Montbéliard est un quartier de Montbéliard situé au nord-ouest de la ville, juste sous la Citadelle. Les constructions sont un mélange de barres d'immeubles et de pavillons, avec plus de 2 000 habitants.

## Histoire
Pour répondre à l'accroissement de la main-d'œuvre des usines Peugeot (Sochaux-Montbéliard) et donc à la demande croissante de logements, la Chiffogne voit le jour dès 1955 par la construction de maisons dites « d'urgence », puis de grands ensembles immobiliers.

### Urbanisme
- La Tour de 10 étages au 2 rue de Greensboro a été détruite en 2009.
- La cité d'urgence, construite rue Courbet en 1955, a été détruite en 2007 pour faire place à des immeubles modernes[3],[4].

Anciennement une zone urbaine sensible, la Chiffogne devient un quartier prioritaire en 2015. Il compte 2 166 habitants pour un taux de pauvreté de 40 %.

## Animations
- La Société de Tir, dont le stand pour tir a été inauguré le 15 juillet 1883[5],[6].
- L'Association des Clowns créée en 1983[7],[8].
- Le marché tous les mercredis matin.
- L'accueil de loisir Léo Lagrange situé à l'espace Victor Hugo, accueillant les enfants les mercredi et vacances ainsi que faisant du péri-scolaire et de l'aide aux devoirs le soir, sans oublier des cours d'alphabétisation.
- Le club de football : Union Sportive Montbéliardaise (niveau Ligue Régionale 3) vous accueille au stade Jacques Annequin (Bld du 21e bataillon de chasseurs à pied).